# کلاغ نوک‌دراز
کلاغ نوک‌دراز (نام علمی: Corvus validus) نام یک گونه از سرده کلاغ است.